# Gerhard Mitter
Gerhard Karl Mitter (Schönlinde, 30 agosto 1935 – Nürburgring, 1º agosto 1969) è stato un pilota automobilistico tedesco.

## Carriera

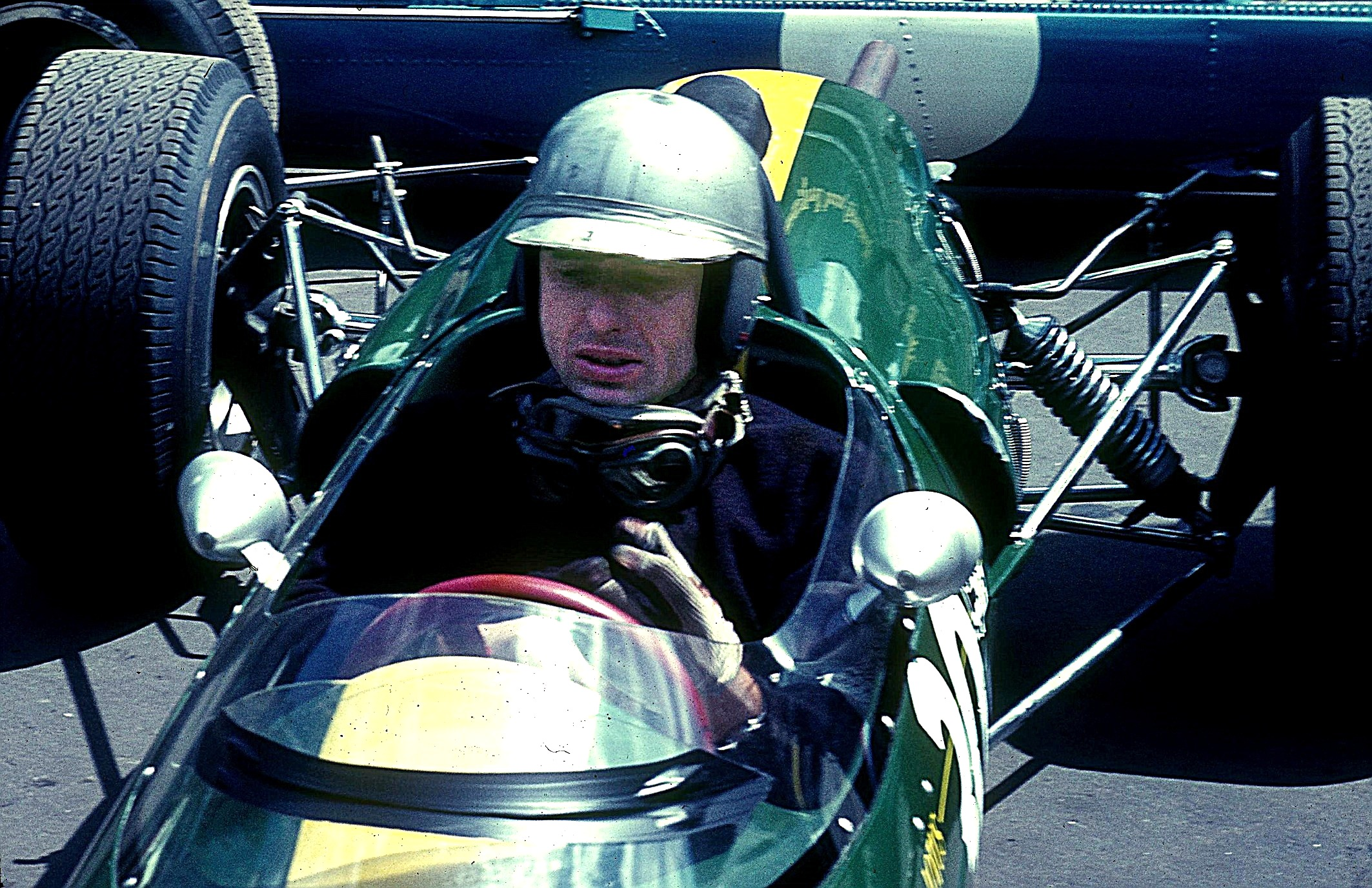
Gerhard Mitter a bordo di una Lotus Formula 2 nel 1966

Dopo aver iniziato la propria carriera guidando moto, si dedicò alla Formula Junior, categoria in cui vinse ben 40 gare. Corse anche in Formula 1, categoria in cui ottenne un quarto posto al Gran Premio di Germania 1963 guidando una vecchia Porsche 718.
Impressionata dal risultato la Lotus gli riservò sempre una vettura per la gara di casa per i tre anni seguenti.
Fu però nelle corse in salita che Mitter costruì la sua fortuna, laureandosi campione europeo per tre anni consecutivi, dal 1966 al 1968 al volante della Porsche. Tra i suoi successi anche la Targa Florio del 1969 al volante della Porsche 908/02 spyder in coppia con Udo Schütz.

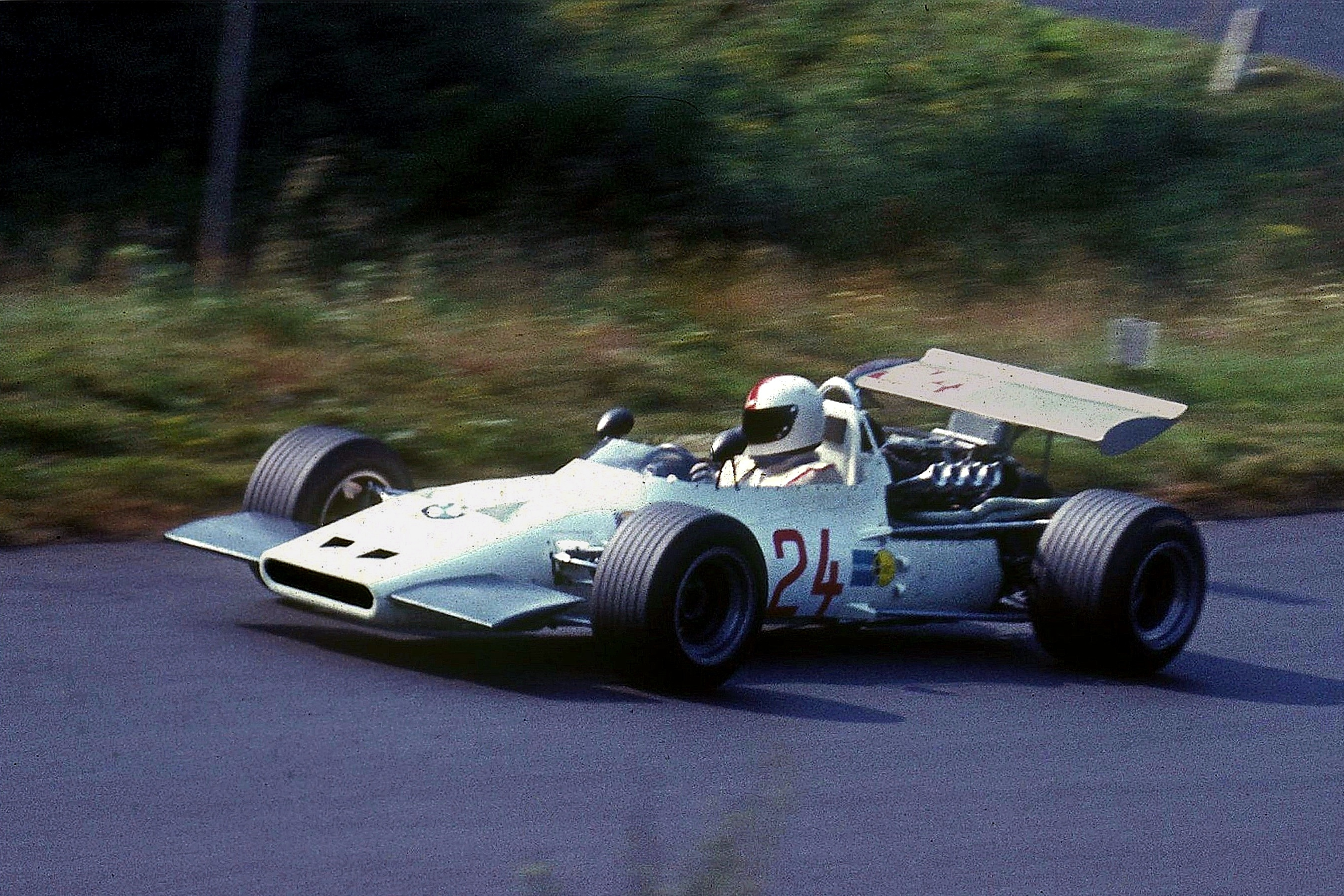
Mitter su una BMW 269 al Gran Premio di Germania il 1º agosto 1969

Il 1º agosto 1969, durante le prove del Gran Premio di Germania a bordo di una BMW 269 uscì di pista alla curva Schwedenkreuz, schiantandosi contro un albero. Prontamente soccorso, venne estratto ancora vivo dalla sua vettura, ma spirò durante il tragitto per l'ospedale a causa della gravità delle ferite riportate.